# Lilijana Kozlovič
Lilijana Kozlovič, née le 30 octobre 1962 à Koper, est une femme politique slovène, membre du Parti du centre moderne.
De 2020 à 2021, elle est ministre de la Justice au sein du gouvernement Janša III.